# Bệnh lỵ trên gia cầm
Bệnh lỵ trên gia cầm (Colibacillosis) là một bệnh truyền nhiễm do vi khuẩn E. coli gây ra cho mọi loài gia cầm ở khắp nơi trên thế giới. Đây là một bệnh truyền nhiễm cấp tính ở gia cầm con. Khi gia cầm mắc bệnh không thể hiện những triệu chứng đặc hiệu, thường sảy ra kế phát với các bệnh khác gây tỷ lệ chết cao.

## Nguyên nhân
Bệnh E. coli  do vi khuẩn Escherichia coli (viết tắt E. coli) gây ra cho các loài gia cầm, ở mọi lứa tuổi. Gia cầm bị nhiễm bệnh do vệ sinh môi trường hoặc thức ăn, nước uống không đảm bảo vệ sinh; do đường hô hấp hoặc đường ruột bị tổn thương; do tiếp xúc giữa các gia cầm bị bệnh; do điều kiện bất lợi ảnh hưởng đến sức khỏe của gà...

## Lây truyền bệnh
Bệnh truyền lây từ gia cầm mẹ bị bệnh qua trứng đến con, qua vỏ trứng. Ngoài ra, bệnh lây truyền qua thức ăn nước uống bị nhiễm khuẩn từ phân gia cầm bệnh, thức ăn rớt rãi từ gia cầm bệnh sang gia cầm khoẻ, theo bụi tạp nhiễm trong không khí. Khi vi khuẩn xâm nhập vào cơ thể gia cầm, gặp điều kiện thuận lợi (gia cầm bị yếu, thay đổi ngoại cảnh...) trở thành cường độc và phát bệnh.

## Triệu chứng
Thời gian nung bệnh trong khoảng 10 ngày.
Bệnh thường không có biểu hiện đặc hiệu, đầu ổ dịch gia cầm chỉ biểu hiện kém ăn, năng suất giảm. Sau đó bệnh có thể tiến triển cấp tính ở những đàn gia cầm con với biểu hiện ủ rũ, xù lông, gầy rạc nhanh. Một số con có biểu hiện sổ mũi, khó thở, tiêu chảy, phân loãng có màu trắng xanh và chết hàng loạt trong vòng 5 ngày kể từ khi phát bệnh.
Gia cầm lớn, do sức đề kháng tốt nên ít mắc bệnh, nếu có mắc thường mắc ở thể mãn tính với các biểu hiện nhẹ và kéo dài, tỷ lệ chết thấp.

## Bệnh tích
Bệnh tích của bệnh cũng không đặc hiệu.
Khi mổ khám thấy viêm cata ruột; gan và lách tụ máu hoặc có những điểm hoại tử lầm tấm trắng; túi mật căng to, viêm xoang, bao tim - phổi và tụ máu.

## Phòng bệnh
Do vi khuẩn E. coli có nhiều chủng nên phòng bằng vắc xin hiệu quả không cao. Biện pháp phòng bệnh hữu hiệu nhất là giữ gìn vệ sinh môi trường chăn nuôi; kết hợp với chăm sóc, nuôi dưỡng tốt để nâng cao sức đề kháng cho vật nuôi.

## Trị bệnh
Sử dụng các loại kháng sinh như Colistin, Kanamycin, Gentamycin, Norfloxacine... tiêm hoặc pha vào nước uống theo hướng dẫn của nhà sản xuất. Trong quá trình điều trị, nên tăng cường sức khỏe cho gia cầm bằng việc sử dụng thuốc trợ lực như Bcomlex. Sau quá trình điều trị bệnh bằng kháng sinh nên sử dụng một số chế phẩm vi sinh để cải thiện đường ruột cũng như khả năng tiêu hóa của gia cầm.